# Лаура Йоана Пар
Лаура Йоана Пар (рум. Laura-Ioana Paar) — румунська тенісистка, яка спеціалізується в основному на парній грі. Свій перший титул WTA здобула на Lyon Open 2020.

## Фінали турнірів WTA

### Парний розряд: 1 титул
| Результат | В–П | Дата     | Турнір                 | Категорія   | Поверхня    | Партнерка    | Супротивниці                            | Рахунок  |
| --------- | --- | -------- | ---------------------- | ----------- | ----------- | ------------ | --------------------------------------- | -------- |
| Перемога  | 1–0 | Бер 2020 | WTA Lyon Open, Франція | Міжнародний | Хард (зала) | Юлія Вахачик | Леслей Паттінама Керкгове Бібіане Схофс | 7–5, 6–4 |